# Reflexion (dikt)
"Reflexion" är en kort, närmast epigramartad dikt av Anna Maria Lenngren, skriven 1794. Den handlar om en begravning av en rödlätt man som brukade vara klädd i syrtut.